# What Do You Do at the End of the World? Are You Busy? Will You Save Us?
What Do You Do at the End of the World? Are You Busy? Will You Save Us? (終末なにしてますか？忙しいですか？救ってもらっていいですか？?, Shūmatsu nani shitemasu ka? Isogashii desu ka? Sukutte moratte ii desu ka?, lett. "Cosa farai alla fine del mondo? Sarai occupato? Ci salverai?"), anche nota come SukaSuka, è una serie di light novel scritta da Akira Kareno e illustrata da Ue, pubblicata in cinque volumi da Kadokawa Shoten, sotto l'etichetta Kadokawa Sneaker Bunko, tra novembre 2014 e aprile 2016.
Un sequel, intitolato Shūmatsu nani shitemasu ka? Mō ichido dake, aemasu ka? (終末なにしてますか？もう一度だけ、会えますか？? lett. "Cosa stai facendo alla fine? Possiamo incontrarci solo un'altra volta?"), ha avuto inizio ad aprile 2016.
Un adattamento manga è stato serializzato su Monthly Comic Alive tra il 27 giugno 2016 e il 26 maggio 2018, mentre un adattamento anime, coprodotto da Satelight e C2C, è stato trasmesso tra l'11 aprile e il 27 giugno 2017.

## Trama
Estintasi l'umanità per mano di "bestie" temibili e misteriose, i sopravvissuti tra le altre razze si sono rifugiati su isole fluttuanti nel cielo fuori dalla portata del nemico. Solo un piccolo gruppo di giovani ragazze, le leprechaun, sono in grado di usare antiche armi capaci di respingere le invasioni delle bestie più agili che ancora costituiscono una minaccia. Nella loro instabile e fugace vita dove ogni scontro può essere l'ultimo, entra inaspettatamente Willem Kmetsch, l'unico umano ancora vivo che si sveglia dopo una lunga ibernazione. Avendo perso tutto in una battaglia decisiva di cinquecento anni prima e non essendo più in grado di combattere, Willem diventa per queste ragazze il padre che esse non hanno mai avuto, prendendosene cura e sforzandosi di accettare la sua nuova vita, nonostante sia costretto ad attendere impotente il loro ritorno dalle battaglie, proprio come "sua figlia" attese invano lui secoli prima. Insieme, Willem e le ragazze impareranno gradualmente sia il significato della parola famiglia sia cosa vale davvero la pena di proteggere finché si è in vita.

## Personaggi
Willem Kmetsch (ヴィレム・クメシュ?, Wiremu Kumeshu)
Doppiato da: Ryōhei Arai
Chtholly Nota Seniorious (クトリ・ノタ・セニオリス?, Kutori Nota Seniorisu)
Doppiata da: Azusa Tadokoro
Ithea Myse Valgulious (アイセア・マイゼ・ヴァルガリス?, Aisea Maize Varugarisu)
Doppiata da: Machico
Nephren Ruq Insania (ネフレン・ルク・インサニア?, Nefuren Ruku Insania)
Doppiata da: Akari Uehara

## Media

### Light novel
La serie di light novel è stata scritta da Akira Kareno con le illustrazioni di Ue e pubblicata in cinque volumi da Kadokawa Shoten, sotto l'etichetta Kadokawa Sneaker Bunko, tra il 1º novembre 2014 e il 1º aprile 2016. In America del Nord i diritti sono stati acquistati da Yen Press.
| Nº | Data di prima pubblicazione | Data di prima pubblicazione | Data di prima pubblicazione |
| Nº | Giapponese                  | Giapponese                  |                             |
| -- | --------------------------- | --------------------------- | --------------------------- |
| 1  | 1º novembre 2014            | ISBN 978-4-04-102269-6      |                             |
| 2  | 1º gennaio 2015             | ISBN 978-4-04-102270-2      |                             |
| 3  | 1º luglio 2015              | ISBN 978-4-04-103288-6      |                             |
| 4  | 1º gennaio 2016             | ISBN 978-4-04-103835-2      |                             |
| 5  | 1º aprile 2016              | ISBN 978-4-04-104039-3      |                             |

Un sequel dal titolo Shūmatsu nani shitemasu ka? Mō ichido dake, aemasu ka? (終末なにしてますか？もう一度だけ、会えますか？? lett. "Cosa farai alla fine del mondo? Ci possiamo incontrare ancora una volta?"), sempre a cura di Kareno e Ue, ha avuto inizio il 1º aprile 2016 e al 1º giugno 2018 conta in tutto sei volumi.
| Nº | Data di prima pubblicazione | Data di prima pubblicazione | Data di prima pubblicazione |
| Nº | Giapponese                  | Giapponese                  |                             |
| -- | --------------------------- | --------------------------- | --------------------------- |
| 1  | 1º aprile 2016              | ISBN 978-4-04-104040-9      |                             |
| 2  | 1º luglio 2016              | ISBN 978-4-04-104655-5      |                             |
| 3  | 1º dicembre 2016            | ISBN 978-4-04-104656-2      |                             |
| 4  | 1º aprile 2017              | ISBN 978-4-04-104657-9      |                             |
| 5  | 1º ottobre 2017             | ISBN 978-4-04-104658-6      |                             |
| 6  | 1º giugno 2018              | ISBN 978-4-04-106867-0      |                             |

### Manga
Un adattamento manga di Kaname Seu è stato serializzato sulla rivista Monthly Comic Alive di Media Factory tra il 27 giugno 2016 e il 26 maggio 2018. I capitoli sono stati raccolti in quattro volumi tankōbon, pubblicati tra il 23 febbraio e il 23 giugno 2018.

#### Volumi
| Nº | Data di prima pubblicazione | Data di prima pubblicazione | Data di prima pubblicazione |
| Nº | Giapponese                  | Giapponese                  |                             |
| -- | --------------------------- | --------------------------- | --------------------------- |
| 1  | 23 febbraio 2017            | ISBN 978-4-04-069040-7      |                             |
| 2  | 23 giugno 2017              | ISBN 978-4-04-069249-4      |                             |
| 3  | 22 dicembre 2017            | ISBN 978-4-04-069580-8      |                             |
| 4  | 23 giugno 2018              | ISBN 978-4-04-069883-0      |                             |

### Anime

Logo della serie

Annunciato il 30 giugno 2016 nelle librerie giapponesi, un adattamento anime di dodici episodi, coprodotto da Satelight e C2C per la regia di Jun'ichi Wada, è andato in onda dall'11 aprile al 27 giugno 2017. La composizione della serie è a cura dello stesso autore Kareno, mentre la colonna sonora è stata composta da Tatsuya Katō. Le sigle di apertura e chiusura sono rispettivamente Dearest Drop di Azusa Tadokoro e From di True. In tutto il mondo, ad eccezione dell'Asia, gli episodi sono stati trasmessi in streaming in simulcast, anche coi sottotitoli in lingua italiana, da Crunchyroll.

#### Episodi
| Nº | Titolo italiano Giapponese 「Kanji」 - Rōmaji                                                                              | In onda        | In onda |
| Nº | Titolo italiano Giapponese 「Kanji」 - Rōmaji                                                                              | Giapponese     |         |
| 1  | In questo mondo in cui il sole è tramontato 「太陽の傾いたこの世界で」 - Taiyō no katabuita kono sekai de                  | 11 aprile 2017 |         |
| 2  | Nella foresta sopra i cieli 「空の上の森の中の」 - Sora no ue no mori no naka no                                           | 18 aprile 2017 |         |
| 3  | Quando questa battaglia sarà conclusa 「この戦いが終わったら」 - Kono tatakai ga owattara                                  | 25 aprile 2017 |         |
| 4  | Chi non tornerà e chi continua ad attendere 「帰らぬ者と、待ち続けた者たち」 - Kaeranu mono to, machi tsuzuketa mono-tachi | 2 maggio 2017  |         |
| 5  | Tutti agiscono in nome della giustizia 「誰も彼もが、正義の名のもとに」 - Dare mo kare mo ga, seigi no na no moto ni       | 9 maggio 2017  |         |
| 6  | Un passato che non se ne va, un futuro che non arriva 「消えない過去、消えていく未来」 - Kienai kako, kieteiku mirai       | 16 maggio 2017 |         |
| 7  | Eccomi, sono a casa 「ただいま帰りました」 - Tadaima kaerimashita                                                          | 23 maggio 2017 |         |
| 8  | Anche se un giorno quel sole tramonterà 「いずれその陽は落ちるとしても」 - Izure sono yō wa ochiru to shite mo             | 30 maggio 2017 |         |
| 9  | Anche se non riuscissi a vedere un futuro 「たとえ未来が見えなくても」 - Tatoe mirai ga mienakutemo                        | 6 giugno 2017  |         |
| 10 | Lo splendore del momento presente 「いまこの時の輝きを」 - Ima kono toki no kagayaki o                                     | 13 giugno 2017 |         |
| 11 | Ti prego, non dimenticare 「どうか、忘れないで」 - Dōka, wasurenaide                                                       | 20 giugno 2017 |         |
| 12 | La ragazza più felice al mondo 「世界で一番幸せな女の子」 - Sekai de ichiban shiawase na onna no ko                        | 27 giugno 2017 |         |